# Mount Washington (Oregon)
Der Mount Washington ist ein 2376 m hoher Berg im US-Bundesstaat Oregon. Es handelt sich um einen stark erodierten Schildvulkan, der eine markante Landmarke in der Gegend zwischen den Three Sisters im Süden und dem nördlich gelegenen Mount Jefferson im zentralen Teil des Kaskadengebirges darstellt.

## Lage

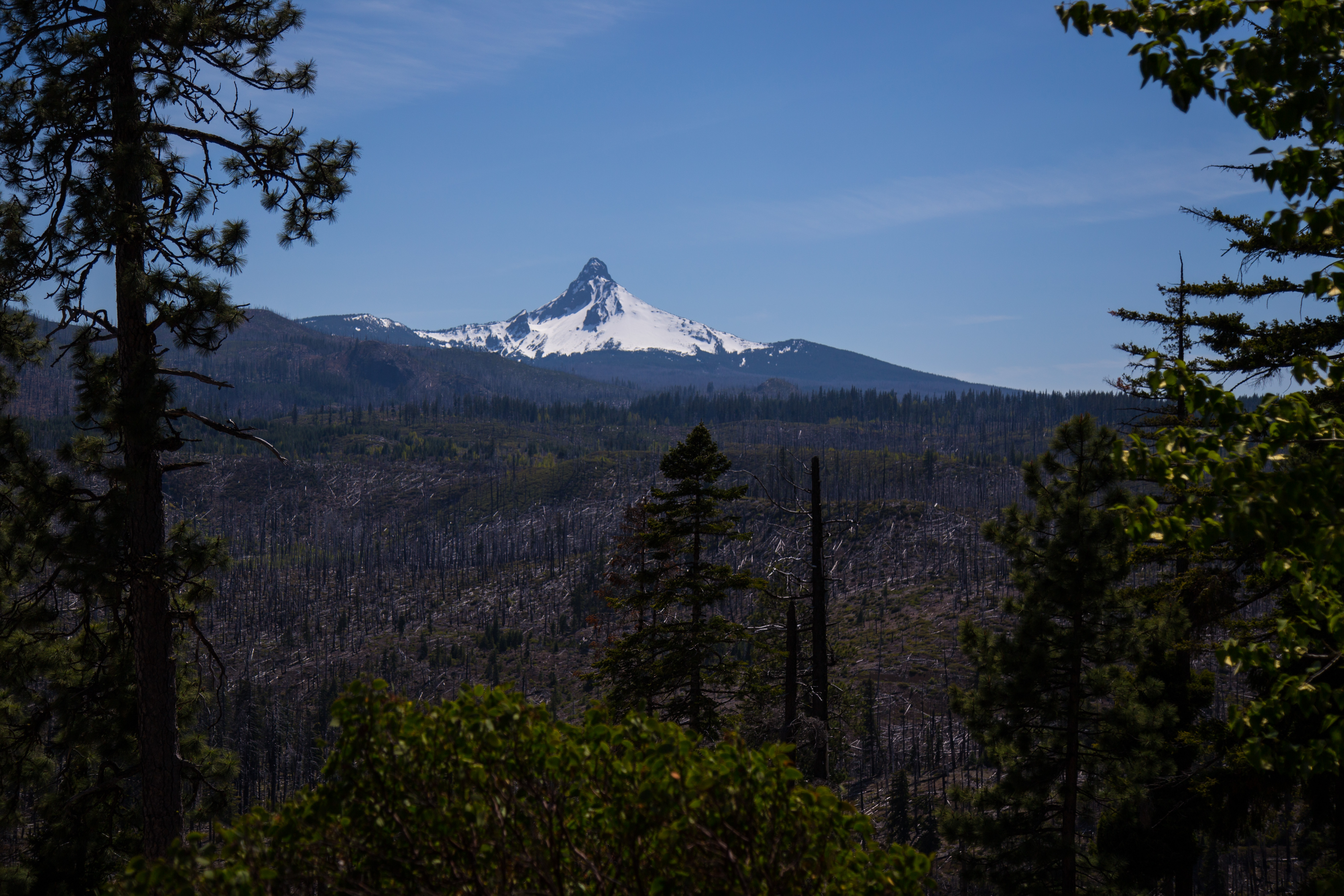
Mount Washington, Ansicht von Norden

Der Mount Washington erhebt sich ca. 23 km westlich der Stadt Sisters, auf der Grenze zwischen Deschutes und Linn County im US-Bundesstaat Oregon. Die Gegend um den Berg gehört zum Deschutes National Forest, wobei der Bereich unmittelbar um den Berg als Mount Washington Wilderness als Wilderness Area unter Schutz gestellt ist.
Der Berg erhebt sich auf dem Hauptkamm der Kaskadenkette. Knapp 20 km südlich liegen die Three Sisters, während sich 38 km nördlich mit dem Mount Jefferson der zweithöchste Gipfel von Oregon erhebt.
Direkte Nachbarvulkane sind im Norden der Three Fingered Jack, der geringfügig höher ist als der Mount Washington und eine sehr ähnliche Entstehungsgeschichte besitzt, sowie im Süden der Belknap Crater, ein wesentlich jüngerer (nacheiszeitlicher) Schildvulkan, dessen Lavaflüsse ein großes Gebiet bedecken.
Die unteren Bereiche des Berges sind bewaldet, während der zentrale Teil des Berges, der durch Erosion freigelegte Schlot des Vulkans, vegetationslos ist.
Nördlich des Berges verläuft der U.S. Highway 20 über den Santiam Pass, während südlich des Belknap Crater der McKenzie Pass liegt.

## Geologie

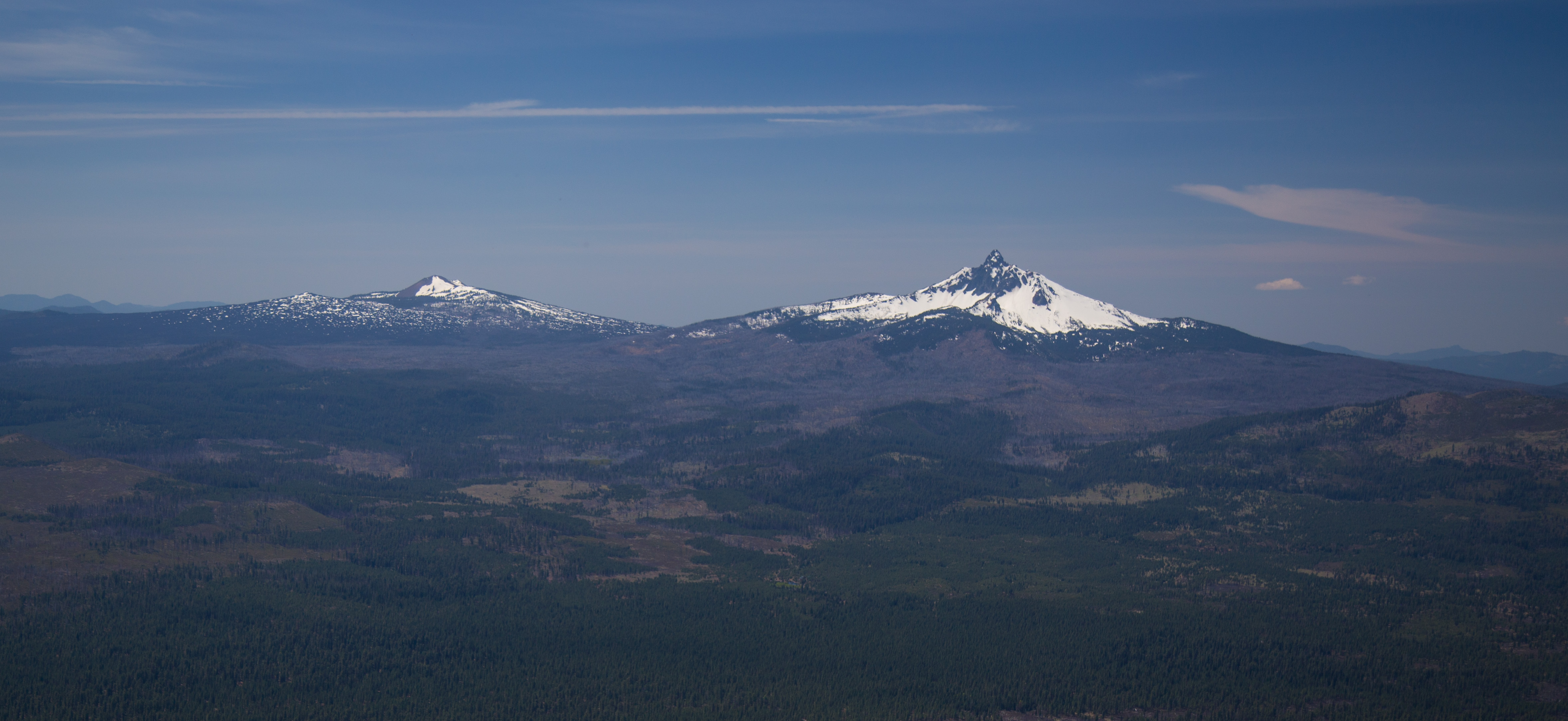
Mount Washington (rechts) und Belknap Crater vom Black Butte aus gesehen

Der Mount Washington ist ein Schildvulkan, der vor ca. 250.000 Jahren entstand. Einige deutlich jüngere (nacheiszeitliche) Schlackenkegel an der Nordostflanke deuten auf vulkanische Aktivität bis ins erste Jahrtausend unserer Zeitrechnung hin.
Während der Kaltzeiten war der Kaskaden-Hauptkamm stark vergletschert, und durch glaziale Erosion wurde ein großer Teil des Berges abgetragen, so dass der aus hartem Ergussgestein bestehende Schlot des Berges freigelegt wurde.
In den zentralen Kaskaden existieren eine Reihe weiterer Gipfel mit sehr ähnlicher Entstehungsgeschichte und entsprechend ähnlichem Erscheinungsbild, wie der nördliche Nachbar Three-Fingered Jack oder der Mount Thielsen weiter südlich.
Der unmittelbar südlich des Mount Washington gelegene Belknap Crater ist hingegen erst nach den letzten Vergletscherungsperioden entstanden und vermittelt einen Eindruck davon, wie der (allerdings insgesamt größere) Mount Washington einmal ausgesehen haben könnte.